# Македонски ПЕН център
Македонският ПЕН център е неправителствена организация, клон на Международния ПЕН център за Северна Македония. Основан е в 1962 година, като част от Югославския ПЕН център, но става независим ПЕН център в 1967 година на конгреса в Осло, придобивайки по този начин право на глас в Международния ПЕН център. Македонският ПЕН център организира събития, като първото мащабно събитие е конференцията на Международния ПЕН център, проведена в Охрид в 1974 година.